# Leucophanes milleri
Leucophanes milleri là một loài rêu trong họ Calymperaceae. Loài này được N. Salazar mô tả khoa học đầu tiên năm 1993.